# Little Falls (Minnesota)
Pour les articles homonymes, voir Little Falls.
Little Falls est une ville du comté de Morrison, dont elle est le siège, dans le Minnesota, aux États-Unis.
Sa population était de 9 140 habitants au recensement de 2020. La ville a une superficie de 20,15 km2. 
Elle se trouve sur la rive orientale du fleuve Mississippi. 
Fondée en 1848, elle est l'une des plus anciennes villes de l’État.

## Personnalité liée à la ville
L’aviateur Charles Lindbergh a passé une partie de son enfance à Little Falls.

## Jumelage
- Le Bourget (France) depuis 1987[3]